# Ferenc Sidó

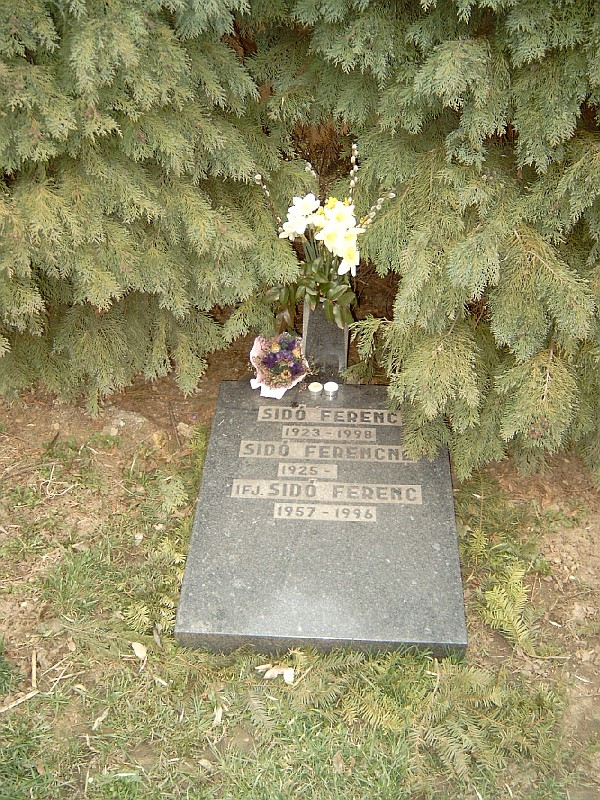
Das Grab von Ferenc Sidó in Budapest

Ferenc Sidó [ˈfɛrɛnʦ ˈʃidoː] (* 18. April 1923 in Pata (damals Tschechoslowakei, heute Slowakei); † 6. Februar 1998 in Budapest) war ein ungarischer Tischtennisspieler. Er war 1953 Einzel-Weltmeister. Zweimal wurde er Weltmeister im Doppel, viermal im Mixed und viermal mit dem ungarischen Team. 1958 und 1960 gewann er die Europameisterschaft mit der Mannschaft, 1960 zudem den Europameister-Titel im Doppel (mit Zoltán Berczik).

## Slowakei
Sidó begann mit dem Tischtennissport in Bratislava, wo er bis 1938 auch wohnte. Trainiert und gefördert wurde er von seinem Vater Peter Sidó. 1937/38 wurde er Juniorenmeister der Slowakei. Auch spielte er mit Bratislava in einem Wettkampf gegen Wien.

## Ungarn
1938 oder 1939 übersiedelte die Familie nach Budapest, Ferenc Sidó spielte seitdem für Ungarn. 1940 wurde er Mitglied des ungarischen Nationalteams, in der nationalen Rangliste wurde er auf Platz zwei geführt. Von 1942 bis 1945 lebte er in Diósgyőr, um hier seinen Lebensunterhalt in einer Eisen- und Stahlfabrik zu verdienen. Aufsehen erregte er bei der WM 1947, als er den Favoriten Sol Schiff (USA) schlug. Im Endspiel verlor er dann gegen Bohumil Váňa.
Am erfolgreichsten war er bei der Weltmeisterschaft 1953 in Bukarest, wo er Weltmeister im Einzel, Doppel und Mixed wurde und mit der ungarischen Mannschaft den 2. Platz belegte. Dabei blieb er in den Mannschaftskämpfen mit 15:0 ungeschlagen. Insgesamt absolvierte Sido 205 Länderspiele für Ungarn.
Sidó war der letzte Weltmeister, der mit einem Barna-Schläger spielte, einem klassischen Noppengummi-Schläger mit Noppen außen und ohne Schwammunterlage. Sidó war Abwehrspieler und beantwortete Angriffsbälle des Gegners mit einem Unterschnittball. Sein Schuss mit der Rückhand bei passiven Bällen des Gegners war gefürchtet.

## Trainer
Nach seiner aktiven Zeit betreute er als Nationaltrainer die ungarische Herren-Mannschaft. Unter seiner Führung errangen Spieler wie István Jónyer, Tibor Klampár und Gábor Gergely mehrere Welt- und Europameister-Titel im Einzel und Doppel. Krönung seiner Trainer-Laufbahn war der sensationelle 5:1 WM-Endspielsieg 1979 in Pjöngjang gegen China. Auch trainierte er ab Ende der 1960er Jahre die Mannschaft von Spartacus Budapest, mit der er mehrfach den Europapokal, den Messepokal und die nationale ungarische Meisterschaft gewann.

## Funktionär
Sidó arbeitete mehrere Jahre lang im Vorstand des Ungarischen Tischtennisverbandes mit. 1996 wurde er dessen Ehrenpräsident. Ebenso war er für den Weltverband ITTF und für den europäischen Verband ETTU tätig. Er gehörte zu den Gründungsmitgliedern des Swaythling Club International, dem er mehrere Jahre lang bis 1997 vorstand.
1993 wurde Sidó mit dem ITTF Merit Award ausgezeichnet.

## Deutschland
1985 trat Sidó dem Bezirksligaverein TTF Schwandorf bei und wurde hier aktiv.

## Lebensende
Sidó war seit 1944 mit Gizella verheiratet. In seinen letzten Lebensjahren litt er an Herzproblemen. Zudem machte ihm der Tod seines Sohnes (* 1957) 1996 zu schaffen. Sidó starb im Februar 1998 im Alter von 74 Jahren während einer Operation in einem Budapester Krankenhaus.

## Erfolge
- Teilnahme an 12 Tischtennisweltmeisterschaften
  - 1947 in Paris: 2. Platz Einzel, Viertelfinale im Doppel, 5. Platz mit der ungarischen Mannschaft
  - 1948 in London: 1. Platz Mixed (mit Dóra Beregi), 9. Platz mit der ungarischen Mannschaft
  - 1949 in Stockholm: 1. Platz Mixed (mit Gizella Farkas), 1. Platz mit der ungarischen Mannschaft
  - 1950 in Budapest: 3. Platz Einzel, 1. Platz Doppel (mit Ferenc Soós), 1. Platz Mixed (mit Gizella Farkas), 2. Platz mit der ungarischen Mannschaft
  - 1951 in Wien: 3. Platz Einzel, 2. Platz Doppel (mit József Kóczián), 2. Platz mit der ungarischen Mannschaft
  - 1952 in Bombay: Viertelfinale im Einzel, Viertelfinale im Doppel, 1. Platz Mixed (mit Angelica Adelstein-Rozeanu), 1. Platz mit der ungarischen Mannschaft
  - 1953 in Bukarest: 1. Platz Einzel, 1. Platz Doppel (mit József Kóczián), 1. Platz Mixed (mit Angelica Adelstein-Rozeanu), 2. Platz mit der ungarischen Mannschaft
  - 1954 in London: 4. Platz mit der ungarischen Mannschaft
  - 1955 in Utrecht: 3. Platz Einzel, 3. Platz Doppel (mit József Kóczián), 3. Platz mit der ungarischen Mannschaft
  - 1957 in Stockholm: 3. Platz Doppel (mit Elemér Gyetvai), 2. Platz mit der ungarischen Mannschaft
  - 1959 in Dortmund: 2. Platz Einzel, Viertelfinale Doppel, 2. Platz mit der ungarischen Mannschaft
  - 1961 in Peking: 2. Platz Doppel (mit Zoltán Berczik), 3. Platz mit der ungarischen Mannschaft

- Teilnahme an Tischtennis-Europameisterschaften
  - 1958 in Budapest: Viertelfinale Doppel, 2. Platz Mixed (mit Éva Kóczián), 1. Platz mit der ungarischen Mannschaft
  - 1960 in Zagreb: 1. Platz Doppel (mit Zoltán Berczik), 1. Platz mit der ungarischen Mannschaft

- Offene Meisterschaft Schweden (SOC)
  - 1957 in Stockholm: 1. Platz Doppel (mit Zoltán Berczik), 1. Platz mit der ungarischen Mannschaft
  - 1958 in Stockholm: 2. Platz Doppel (mit Elemér Gyetvai), 2. Platz mit der ungarischen Mannschaft

- Internationale Meisterschaften
  - 1958 England: 1. Platz Einzel, 1. Platz Doppel (mit Zoltán Berczik)
  - 1962 Fribourg (Schweiz): 1. Platz Doppel (mit Zoltán Berczik)

- Ungarische Meisterschaften
  - 1941: 1. Platz Mixed (mit Sára Kolozsvári)
  - 1942: 1. Platz Mixed (mit Sára Kolozsvári)
  - 1944: 1. Platz Mixed (mit Gizella Farkas)
  - 1946: 1. Platz Doppel (mit Ferenc Soós)
  - 1947: 1. Platz Einzel, 1. Platz Doppel (mit Ferenc Soós)
  - 1948: 1. Platz Einzel, 1. Platz Doppel (mit Ferenc Soós)
  - 1949: 1. Platz Doppel (mit József Kóczián), 1. Platz Mixed (mit Gizella Farkas)
  - 1950: 1. Platz Doppel (mit Ferenc Soós), 1. Platz Mixed (mit Gizella Farkas)
  - 1951: 1. Platz Einzel, 1. Platz Doppel (mit József Kóczián), 1. Platz Mixed (mit Gizella Farkas)
  - 1953: 1. Platz Einzel, 1. Platz Doppel (mit József Kóczián)
  - 1954: 1. Platz Einzel
  - 1955: 1. Platz Doppel (mit József Kóczián)
  - 1956: 1. Platz Mixed (mit Gizella Farkas)
  - 1958: 1. Platz Mixed (mit Éva Kóczián)
  - 1960: 1. Platz Doppel (mit Zoltán Berczik)
  - 1961: 1. Platz Doppel (mit Zoltán Berczik), 1. Platz Mixed (mit Éva Kóczián)

## Turnierergebnisse
| Verband | Veranstaltung       | Jahr | Ort       | Land | Einzel        | Doppel        | Mixed      | Team |
| ------- | ------------------- | ---- | --------- | ---- | ------------- | ------------- | ---------- | ---- |
| HUN     | Europameisterschaft | 1960 | Zagreb    | YUG  | letzte 16     | Gold          |            | 1    |
| HUN     | Europameisterschaft | 1958 | Budapest  | HUN  | letzte 16     | Viertelfinale | Silber     | 1    |
| HUN     | Weltmeisterschaft   | 1961 | Peking    | CHN  | letzte 16     | Silber        | letzte 64  | 3    |
| HUN     | Weltmeisterschaft   | 1959 | Dortmund  | FRG  | Silber        | Viertelfinale | letzte 16  | 2    |
| HUN     | Weltmeisterschaft   | 1957 | Stockholm | SWE  | letzte 64     | Halbfinale    | letzte 16  | 2    |
| HUN     | Weltmeisterschaft   | 1955 | Utrecht   | NED  | Halbfinale    | Halbfinale    | letzte 64  | 3    |
| HUN     | Weltmeisterschaft   | 1954 | Wembley   | ENG  | letzte 16     | letzte 64     | letzte 64  | 4    |
| HUN     | Weltmeisterschaft   | 1953 | Bukarest  | ROU  | Gold          | Gold          | Gold       | 2    |
| HUN     | Weltmeisterschaft   | 1952 | Bombay    | IND  | Viertelfinale | Viertelfinale | Gold       | 1    |
| HUN     | Weltmeisterschaft   | 1951 | Wien      | AUT  | Halbfinale    | Silber        | letzte 16  | 2    |
| HUN     | Weltmeisterschaft   | 1950 | Budapest  | HUN  | Halbfinale    | Gold          | Gold       | 2    |
| HUN     | Weltmeisterschaft   | 1949 | Stockholm | SWE  | letzte 16     | letzte 32     | Gold       | 1    |
| HUN     | Weltmeisterschaft   | 1948 | Wembley   | ENG  | letzte 16     | letzte 16     | Halbfinale | 9    |
| HUN     | Weltmeisterschaft   | 1947 | Paris     | FRA  | Silber        | Viertelfinale | letzte 16  | 5    |

## Philatelie
Von der Post in Cluj-Napoca Rumänien wurde folgender Poststempel verwendet: 11. September 1996 Sonderstempel mit der Abbildung von Ferenc Sido.